# NGC 1567
NGC 1567 ist eine elliptische Galaxie vom Hubble-Typ E im Sternbild Grabstichel am Südsternhimmel. Sie ist schätzungsweise 200 Millionen Lichtjahre von der Milchstraße entfernt.
Das Objekt wurde am 28. Dezember 1834 von John Herschel entdeckt.